# Danilo Silva
Danilo Aparecido da Silva dit Danilo Silva est un footballeur brésilien, né le 24 novembre 1986 à Campinas. Il joue aux poste de défenseur.

## Biographie
Après seize ans en tant que footballeur professionnel, il annonce le 23 septembre 2020 sa retraite sportive avec un effet immédiat.

## Palmarès
- São Paulo FC
  - Vainqueur du Championnat du Brésil en 2007.
- SC Internacional
  - Vainqueur du Championnat du Rio Grande do Sul en 2009.
- Dynamo Kiev
  - Vainqueur de la Supercoupe d'Ukraine en 2011.
  - Vainqueur de la Coupe d'Ukraine en 2014 et 2015.
  - Vainqueur du Championnat d'Ukraine en 2015 et 2016.
- Los Angeles FC
  - Vainqueur du MLS Supporters' Shield en 2019.